# Artärbråck
Artärbråck eller aneurysm (nylat. aneurysma, av gr. aneurysma, "utvidgning"), pulsåderbråck, innebär att kärlväggen i ett blodkärl försvagas och utvidgas onormalt, vilket i värsta fall kan leda till att kärlet brister och blödning uppstår. Aneurysm i stora kroppspulsådern, så kallat aortaaneurysm, uppstår som en komplikation till arterioskleros och kan vid behov behandlas med ett kirurgiskt ingrepp. Aneurysm i hjärnans kärl (så kallad berry aneurysm) är den vanligaste orsaken till subarachnoidalblödning (en viss typ av hjärnblödning) och behandlas med kirurgi eller radiologisk intervention.
Aneurysm kan antingen vara medfött, uppstå genom yttre våld eller framkallas av sjukdom, bland annat åderförkalkning och syfilis. Aneurysmer kan ge upphov till smärtor genom att trycka på nervrötter, ge stämbandsförlamning och även leda till försämrad blodcirkulation.